# Joaquín Casalduero
Joaquín Casalduero (* 23. April 1903 in Barcelona; † 22. Februar 1990 in Madrid) war ein spanisch-US-amerikanischer Dichter, Romanist und Hispanist.

## Leben und Werk
Casalduero studierte in Madrid und wurde Lektor für Spanisch an den Universitäten Straßburg (1925–1927), Marburg (bei Leo Spitzer 1927–1929) und Cambridge (1930–1931). Dann ging er in die Vereinigten Staaten und lehrte an verschiedenen Colleges (Middlebury College, Smith College), an der University of Wisconsin–Madison (ab 1942) und  von 1947 bis zu seiner Emeritierung 1968 an der New York University. Bis 1973 lehrte er noch an der University of California, San Diego, deren Ehrendoktor er war.
Joaquín Casalduero war der Onkel von Joaquín Gimeno Casalduero.

## Werke

### Dichtung
- Poema que se llama (71 poemas), Málaga 1967
- Por fín, sin esperanza, Santander 1971
- Esfumadas, lejanías y presentes, Madrid 1972
- Roca viva, Cáracas 1977

### Hispanistik
- Contribución al estudio de Don Juan en el teatro español, Northampton, Mass. 1938, Madrid 1975
- Vida y obra de Galdós, Buenos Aires 1943, Madrid 1951, 1961, 1974
- Sentido y forma de las "Novelas ejemplares", Buenos Aires 1943, Madrid 1962
- Cántico de Jorge Guillén, Santiago de Chile 1946, Madrid/New York 1953
- Sentido y forma de "Los trabajos de Persiles y Sigismunda", Buenos Aires 1947
- Sentido y forma del "Quijote" (1605-1615), Madrid 1949, 1966, 1975
- Sentido y forma del teatro de Cervantes, Madrid 1951, 1966
- Forma y visión de «El diablo mundo» de Espronceda, Madrid 1951
- Espronceda, Madrid 1961, 1967
- Estudios sobre el teatro español, Madrid 1962 (Lope de Vega, Guillén de Castro, Cervantes, Tirso de Molina, Ruiz de Alarcón, Calderón, Moratín, Duque de Rivas)
- Estudios de literatura española, Madrid 1962, 1973 (Poema de Mío Cid, Arcipreste de Hita, Cervantes, Bécquer, Galdós, Ganivet, Valle-Inclán, Gabriel Miró)
- El Cid echado de tierra, Puerto Rico 1964
- (Hrsg.) El burlador de Sevilla y convidado de piedra, Madrid 1977